# Sailor Moon: La luna splende
Sailor Moon: La Luna Splende (français : Sailor Moon: La Lune brille) est un jeu vidéo développé par Open Sesame et édité par Namco Bandai, sorti sur Nintendo DS le 16 mars 2011 pour le marché italien uniquement. Le titre est inspiré de la série animée Sailor Moon, et bien que le titre du jeu vidéo fasse référence au titre italien de la deuxième saison, son intrigue et ses personnages joueurs sont spécifiques à la première saison.

## Synopsis
Le jeu met en scène Sailor Moon et les autres guerrières Sailor partant pour une aventure au cours de laquelle elles devront sauver Nina Osaka, la meilleure amie d'Usagi, plongée dans un sommeil profond dont elle ne parvient plus à sortir, et qui s'avérera être l'un des pièges du Royaume des Ténèbres.

## Système de jeu
Le joueur doit choisir l’un des cinq protagonistes pour terminer le jeu vidéo, qui est divisé en trois phases principales : le Palais des Joyaux, le Château Mystérieux et le Jardin des Fleurs, chacune comprenant entre 20 et 30 niveaux. Les niveaux combinent des éléments de jeux de plateforme d’action avec d’autres issus de puzzle game.
Certains contenus du jeu peuvent être débloqués par le joueur au fil de sa progression, comme la personnalisation des personnages à l’aide d’accessoires.